# タイ王国士官学校予科
タイ王国士官学校予科（タイ語表記 โรงเรียนเตรียมทหาร（รร.ตท.） 、英語表記: Armed Forces Academies Preparatory School（AFAPS））はタイ王国ナコーンナーヨック県バーンナー郡に位置する士官学校予科。高等学校最終課程三年間（10-12年生）に相当する教育を行う。卒業後は主にチュラチョームクラオ陸軍士官学校、タイ王国海軍士官学校、タイ王国空軍士官学校、タイ王国警察士官学校に入学をする。

## 概要
タイ王国士官学校予科は、タイ王国防衛省が1958年1月27日に、陸海空のタイ王国軍を統合した士官学校予科として設置した。以前はルンピニー公園の隣接した敷地にあった。（現スワン・ルム・ナイトバザール、ルンピニー・スタジアム）

## 教育
現在、男子学生にのみ入学を認めており、競争率は非常に高い。同期生は生涯を通じて固い結束で結ばれることで知られている。しかし、また一方でその後の昇進などで同期グループ間に対抗意識がある。

## 著名な卒業生
- タクシン・シナワット - 第31代タイ首相（10期）
- セーリーピスット・テーミーヤーウェート (เสรีพิศุทธ์ เตมียเวส) （8期）
- プラチャイ・ピアムソンブーン（ปุระชัย เปี่ยมสมบูรณ์） タクシン政権 元内務相（9期）
- ソンティ・ブンヤラットカリン - 元陸軍司令官（6期） 2006年軍事クーデター指導者
- ルアンロート・マハーサラーノン（เรืองโรจน์ มหาศรานนท์） -  元国軍最高司令官 （5期） 2006年軍事クーデター指導者